# Chorwaci w Serbii

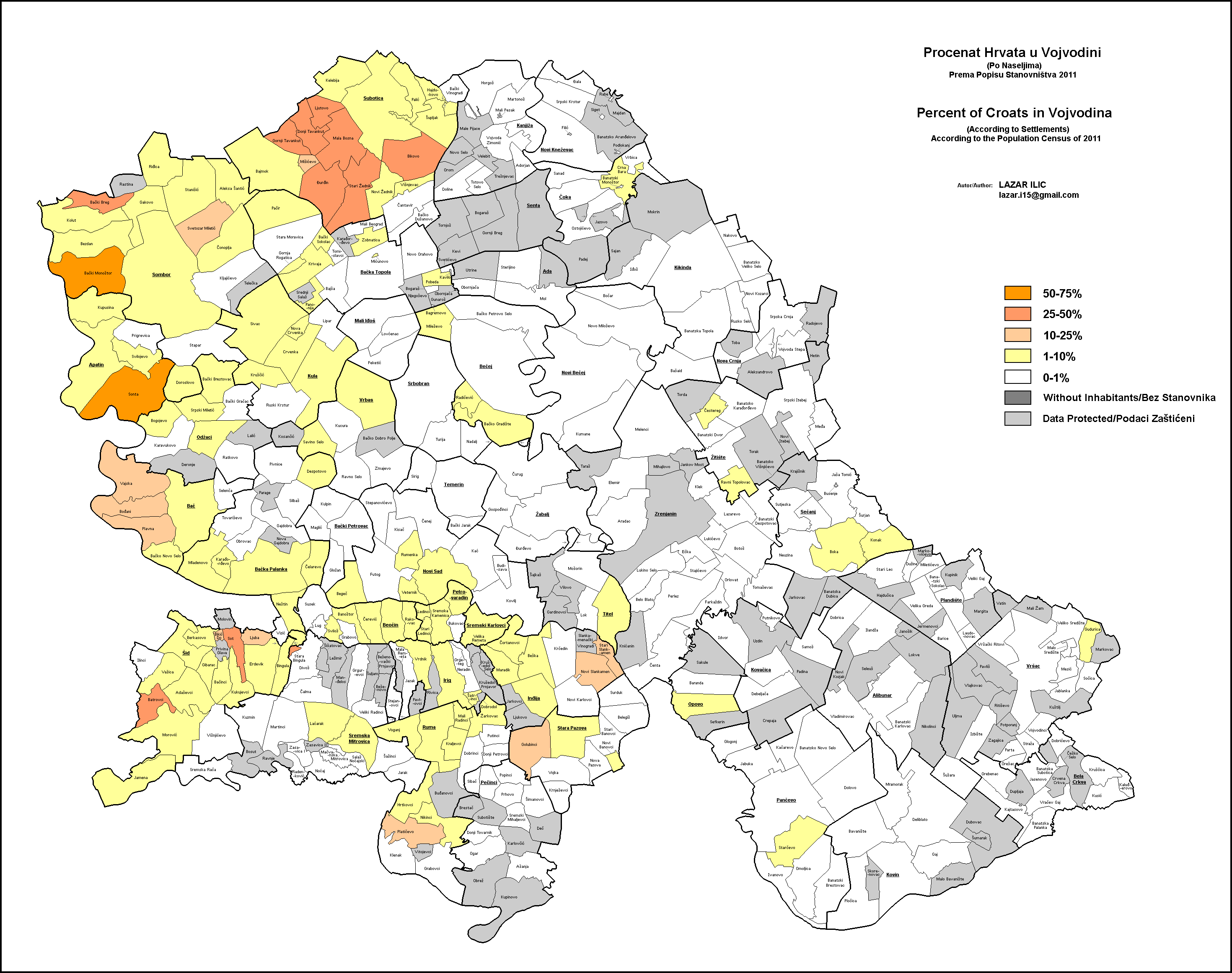
Udział Chorwatów w ogólnej populacji gmin Wojwodiny w 2011 roku

Chorwaci stanowią jedną z głównych mniejszości narodowych zamieszkujących obszar Serbii. W spisie ludności z 2022 roku 39 107 obywateli serbskich zadeklarowało przynależność do narodu chorwackiego, co z kolei odpowiada za 0,59% populacji kraju.
Członkowie tej mniejszości zamieszkują przede wszystkim regiony Sremu i zachodniej Baczki, będące częściami Autonomicznej Prowincji Wojwodiny na północy Serbii. Od roku 2002 mają zagwarantowany przez prawo dostęp do edukacji w wybranych placówkach oświatowych w języku ojczystym. Podobnie jak przedstawiciele wielu innych mniejszości narodowych na terenie Serbii, posiadają oni własne instytucje kulturalne oraz prasę (tygodnik Hrvatska riječ).  